# Lenka Plačková
Lenka Plačková, vdaná Lenka Hraj, (* 11. července 1975) je česká hudebnice, zpěvačka a komička, členka Banjo Bandu Ivana Mládka. Ve svých vystoupeních nosí brýle s falešnými tlustými skly a předvádí typ extrémně naivní a natvrdlé šprtky.
Mezi její výrazná televizní vystoupení patří píseň „Tatar dostal katar“ ze 3. dílu pořadu Čundrcountryshow[zdroj?], Životopis, Dva modré balónky a Kotel s Milanem Pitkinem. Zahrála si také v dalších Mládkových televizních projektech.

## Výběr filmografie
- 2011 Noha 22 (TV sitcom Ivana Mládka, role sestra Zuzana)
- 2009–2010 Cyranův ostrov (TV sitcom Ivana Mládka, role komtesa Cyranová)
- 2007 Zlaté televizní úsměvy aneb To nejlepší z televizní zábavy (střihový pořad)
- 2001 Country estráda
- 1998 Silvestr 1998
- 1994 Čundrcountryshow (zábavný televizní soutěžní pořad Ivana Mládka)